# Coupe du monde de ski acrobatique 2004-2005
Navigation
Édition précédente Édition suivante
La Coupe du monde de ski acrobatique 2005-2005 est la vingt-sixième édition de la Coupe du monde de ski acrobatique organisée par la Fédération internationale de ski. Théoriquement elle comprend quatre épreuves : le ski de bosses, le saut acrobatique, le ski cross et le half-pipe. Néanmoins toutes les épreuves de half-pipe de la saison sont annulées et donc en pratique la saison ne compte que quatre trois d'épreuves.
La Chinoise Li Nina et l'Américain Jeremy Bloom sont sacrés champions pour la première fois.

## Déroulement de la compétition
La saison commence avec une étape avancée début septembre dans l’hémisphère sud, à Mont Buller en Australie, avant de reprendre plus tard dans l'hémisphère nord et de se terminer mi mars 2003 à Madonna di Campiglio. Elle comprend quatorze étapes : une en Océanie, quatre en Amérique du nord, quatre en Asie et neuf en Europe. Elle et se déroule du 4 septembre 2004 au 11 mars 2005. La saison est conclut par les Mondiaux de Ruka.
Aucune épreuve de ski de bosses en parallèle n'est prévue, alors que trois de half-pipe le sont mais sont finalement annulées. Il n'y a donc que trois disciplines représentées au lieu des cinq de la saison passée.
Triple tenante du titre, la spécialiste des bosses Norvégienne Kari Traa est détrônée par la sauteuse Chinoise Li Nina qui remporte le classement général pour la première fois. De même chez les hommes pour le spécialiste des bosses Américain Jeremy Bloom, deuxième en 2002 derrière Eric Bergoust.
| \| Mont Buller \| Sites des compétitions de ski acrobatique en Australie |
| Mont Buller                                                              |

| Mont Buller |

| \| Shenyang Inawashiro Mont Naeba Changchun \| Sites des compétitions de ski acrobatique en Asie |
| Shenyang Inawashiro Mont Naeba Changchun                                                         |

| Shenyang Inawashiro Mont Naeba Changchun |

| \| Mont Tremblant Lake Placid Fernie Deer Valley \| Sites des compétitions de ski acrobatique en Amérique du Nord |
| Mont Tremblant Lake Placid Fernie Deer Valley                                                                     |

| Mont Tremblant Lake Placid Fernie Deer Valley |

| \| Saas-Fee Tignes Les Contamines Pozza di Fassa Kreischberg Sauze d'Oulx Laax Grindelwald Madonna di Campiglio \| Sites des compétitions de ski acrobatique dans les Alpes |
| Saas-Fee Tignes Les Contamines Pozza di Fassa Kreischberg Sauze d'Oulx Laax Grindelwald Madonna di Campiglio                                                                |

| Saas-Fee Tignes Les Contamines Pozza di Fassa Kreischberg Sauze d'Oulx Laax Grindelwald Madonna di Campiglio |

| \| Mont Buller \| Sites des compétitions de ski acrobatique en Australie |
| Mont Buller                                                              |

| Mont Buller |

| \| Shenyang Inawashiro Mont Naeba Changchun \| Sites des compétitions de ski acrobatique en Asie |
| Shenyang Inawashiro Mont Naeba Changchun                                                         |

| Shenyang Inawashiro Mont Naeba Changchun |

| \| Mont Tremblant Lake Placid Fernie Deer Valley \| Sites des compétitions de ski acrobatique en Amérique du Nord |
| Mont Tremblant Lake Placid Fernie Deer Valley                                                                     |

| Mont Tremblant Lake Placid Fernie Deer Valley |

| \| Saas-Fee Tignes Les Contamines Pozza di Fassa Kreischberg Sauze d'Oulx Laax Grindelwald Madonna di Campiglio \| Sites des compétitions de ski acrobatique dans les Alpes |
| Saas-Fee Tignes Les Contamines Pozza di Fassa Kreischberg Sauze d'Oulx Laax Grindelwald Madonna di Campiglio                                                                |

| Saas-Fee Tignes Les Contamines Pozza di Fassa Kreischberg Sauze d'Oulx Laax Grindelwald Madonna di Campiglio |

| \| Voss Špindleruv Mlýn \| Sites des compétitions de ski acrobatique en Europe hors Alpes |
| Voss Špindleruv Mlýn                                                                      |

| Voss Špindleruv Mlýn |

## Classements

### Général
La saison compte vingt-neuf épreuves : douze en saut acrobatique, onze en ski de bosses et six en ski cross.
| Rang | Nom                | Points |
| ---- | ------------------ | ------ |
| 1    | Jeremy Bloom       | 75.00  |
| 2    | Tomáš Kraus        | 68.00  |
| 3    | Isidor Grüner (de) | 65.00  |
| 4    | Jeret Peterson     | 58.00  |
| 5    | Stanley Hayer      | 56.00  |

| Rang | Nom                | Points |
| ---- | ------------------ | ------ |
| 1    | Li Nina            | 85.00  |
| 2    | Ophélie David      | 72.00  |
| 3    | Karin Huttary      | 71.00  |
| 4    | Jennifer Heil      | 71.00  |
| 5    | Lydia Ierodiaconou | 56.00  |

### Saut acrobatique
La double tenante du titre Australienne Alisa Camplin se blesse gravement au genou droit (rupture des ligaments croisés antérieurs) lors d'un entraînement à Park City : Elle tente un saut jamais réalisé en compétition par une femme, un double salto quadruple twist, sur un tremplin Water jump. Opérée le 28 octobre 2004 elle vise un retour au haut niveau pour les Jeux de Turin et ne participe pas à la saison 2004-2005. À l'inverse la saison voit le retour de sa compatriote Jacqui Cooper, triple championne de 1999 à 2001 et retirée de la compétition depuis la saison 2002-2003. C'est une troisième Australienne Lydia Ierodiaconou, deuxième l'an passé, qui commence le mieux la saison en remportant les trois premiers concours. Elle est ensuite deux fois deuxième, puis deux fois troisième. Mais la Chinoise Li Nina prend l’ascendant à partir de Lake Placid et remporte finalement six des douze courses, et ne rate qu'un seul des douze podiums, le premier de la saison à Mont Buller où elle termine cinquième. Elle remporte donc logiquement et largement son premier titre dans la discipline, devant Ierodiaconou et une autre Chinoise, Guo Xinxin (une victoire et une troisième place). Chez les hommes la compétition est plus serrée et avec six podiums dont trois victoires c'est l'Américain Jeret Peterson qui remporte le classement pour la première fois, devant le tenant du titre Canadien Steve Omischl (cinq podiums dont une victoire) et le Chinois Han Xiaopeng (trois podiums).
| Rang | Nom                  | Points |
| ---- | -------------------- | ------ |
| 1    | Jeret Peterson       | 694.00 |
| 2    | Steve Omischl        | 604.00 |
| 3    | Han Xiaopeng         | 455.00 |
| 4    | Dmitri Arkhipov (en) | 447.00 |
| 5    | Dmitri Dashchinsky   | 440.00 |

| Rang | Nom                | Points  |
| ---- | ------------------ | ------- |
| 1    | Li Nina            | 1025.00 |
| 2    | Lydia Ierodiaconou | 668.00  |
| 3    | Guo Xinxin         | 524.00  |
| 4    | Anna Zukal (pl)    | 438.00  |
| 5    | Jacqui Cooper      | 437.00  |

### Bosses
Pour la première fois depuis l'introduction du ski de bosses en parallèle comme une discipline du circuit de la Coupe du monde, en 1995-1996, la discipline disparaît du calendrier de la coupe du monde. Ne restent donc que le ski de bosses classique.

Chez les femmes le podium est le même que celui de la saison précédente : Avec cinq victoires et une deuxième place en onze courses la Canadienne Jennifer Heil remporte son deuxième titre consécutif, devant la Norvégienne Kari Traa (cinq podiums dont deux victoires) et l'Autrichienne Margarita Marbler (quatre secondes places). Chez les hommes les États-Unis reprennent la main avec neuf victoires sur onze (contre deux pour les finlandais) dont six pour le même skieur : Jeremy Bloom (huit podiums en tout). Il remporte logiquement son deuxième titre de la spécialité après celui de 2002. Le jeune Australien de vingt ans Dale Begg-Smith finit deuxième (trois podiums) devant un autre Américain Nathan Roberts (une victoire et une deuxième place).
| Rang | Nom             | Points |
| ---- | --------------- | ------ |
| 1    | Jeremy Bloom    | 882.00 |
| 2    | Dale Begg-Smith | 472.00 |
| 3    | Nathan Roberts  | 444.00 |
| 4    | Mikko Ronkainen | 430.00 |
| 5    | Travis Mayer    | 419.00 |

| Rang | Nom               | Points |
| ---- | ----------------- | ------ |
| 1    | Jennifer Heil     | 780.00 |
| 2    | Kari Traa         | 571.00 |
| 3    | Margarita Marbler | 568.00 |
| 4    | Nikola Sudová     | 546.00 |
| 5    | Hannah Kearney    | 482.00 |

### Ski cross
Chez les femmes la championne en titre, la Française Ophélie David, conserve son titre de justesse devant l'Autrichienne Karin Huttary. Les deux signent quatre podiums dont deux victoires en six courses, mais l'Autrichienne paye une douzième place lors de la course inaugurale à Saas-Fee et termine à trois points de la Française. Avec une victoire et une troisième place la Suédoise Magdalena Iljans prend la troisième place du classement. Chez les hommes le Tchèque Tomáš Kraus remporte la moitié des courses et son premier globe de cristal devant l'Autrichien Isidor Grüner (de) (quatre podiums, une victoire) et son compatriote Stanley Hayer (trois troisièmes places).
| Rang | Nom                  | Points |
| ---- | -------------------- | ------ |
| 1    | Tomáš Kraus          | 408.00 |
| 2    | Isidor Grüner (de)   | 391.00 |
| 3    | Stanley Hayer        | 338.00 |
| 4    | Andreas Steffen (de) | 224.00 |
| 5    | Simon Bastelica (pl) | 211.00 |

| Rang | Nom               | Points |
| ---- | ----------------- | ------ |
| 1    | Ophélie David     | 430.00 |
| 2    | Karin Huttary     | 527.00 |
| 3    | Magdalena Iljans  | 305.00 |
| 4    | Franziska Steffen | 260.00 |
| 5    | Seraina Murk (de) | 192.00 |

### Half-pipe
Deux épreuves de half-pipe sont au calendrier de la saison pour cette discipline qui est au programme de la Coupe du monde depuis la saison précédente : Saas-Fee en octobre, Les Contamines en janvier et des finales à Laax en mars. Mais toutes ces épreuves sont annulées, et aucun classement n'est donc établi.

## Calendrier et podiums

### Hommes
| Date             | Lieu                 | Épreuve    | Vainqueur                                            | Second                                               | Troisième                                            |
| ---------------- | -------------------- | ---------- | ---------------------------------------------------- | ---------------------------------------------------- | ---------------------------------------------------- |
| 4 septembre 2004 | Mont Buller          | Saut       | Martin Walti (pl)                                    | Han Xiaopeng                                         | Aleš Valenta                                         |
| 5 septembre 2004 | Mont Buller          | Saut       | Aleš Valenta                                         | Jeret Peterson                                       | Dmitri Dashchinsky                                   |
| 25 octobre 2004  | Saas-Fee             | Ski cross  | Isidor Grüner (de)                                   | Stanley Hayer                                        | Hiroomi Takizawa (en)                                |
| 26 octobre 2004  | Saas-Fee             | Half-pipe  | Épreuve annulée.                                     | Épreuve annulée.                                     | Épreuve annulée.                                     |
| 16 décembre 2004 | Tignes               | Bosses     | Janne Lahtela                                        | Travis Mayer                                         | Travis Cabral (en)                                   |
| 7 janvier 2005   | Les Contamines       | Ski cross  | Tomáš Kraus                                          | Stanley Hayer                                        | Isidor Grüner (de)                                   |
| 8 janvier 2005   | Les Contamines       | Half-pipe  | Épreuve annulée.                                     | Épreuve annulée.                                     | Épreuve annulée.                                     |
| 8 janvier 2005   | Mont Tremblant       | Bosses     | Toby Dawson                                          | Jeremy Bloom                                         | Luke Westerlund (pl)                                 |
| 9 janvier 2005   | Mont Tremblant       | Saut       | Ryan St. Onge                                        | Jeret Peterson                                       | Joe Pack                                             |
| 14 janvier 2005  | Lake Placid          | Saut       | Dmitri Arkhipov (en)                                 | Warren Shouldice                                     | Jeff Bean                                            |
| 15 janvier 2005  | Lake Placid          | Bosses     | Travis Mayer                                         | Mikko Ronkainen                                      | Marc-André Moreau                                    |
| 16 janvier 2005  | Lake Placid          | Saut       | Jeret Peterson                                       | Jeff Bean                                            | Steve Omischl                                        |
| 15 janvier 2005  | Pozza di Fassa       | Ski cross  | Tomáš Kraus                                          | Simon Bastelica (pl)                                 | Karl Heinz Molling (de)                              |
| 21 janvier 2005  | Kreischberg          | Ski cross  | Tomáš Kraus                                          | Isidor Grüner (de)                                   | Andreas Steffen (de)                                 |
| 21 janvier 2005  | Fernie               | Saut       | Jeret Peterson                                       | Stanislav Kravchuk                                   | Alexei Grishin                                       |
| 22 janvier 2005  | Fernie               | Bosses     | Nathan Roberts                                       | Travis Mayer                                         | Ruslan Sharifullin                                   |
| 27 janvier 2005  | Deer Valley          | Bosses     | Jeremy Bloom                                         | Nathan Roberts                                       | Toby Dawson                                          |
| 28 janvier 2005  | Deer Valley          | Saut       | Ryan St. Onge                                        | Joe Pack                                             | Steve Omischl                                        |
| 29 janvier 2005  | Deer Valley          | Bosses     | Jeremy Bloom                                         | Dale Begg-Smith                                      | Janne Lahtela                                        |
| 5 février 2005   | Shenyang             | Saut       | Jeret Peterson                                       | Steve Omischl                                        | Han Xiaopeng                                         |
| 5 février 2005   | Inawashiro           | Bosses     | Jeremy Bloom                                         | Dale Begg-Smith                                      | Osamu Ueno (pl)                                      |
| 6 février 2005   | Inawashiro           | Bosses     | Jeremy Bloom                                         | Travis Cabral (en)                                   | Hiroki Nonogaki (pl)                                 |
| 10 février 2005  | Mont Naeba           | Ski cross  | Yukiyo Kobayashi (pl)                                | Isidor Grüner (de)                                   | Lars Lewén                                           |
| 11 février 2005  | Mont Naeba           | Bosses     | Jeremy Bloom                                         | Marc-André Moreau                                    | Dale Begg-Smith                                      |
| 12 février 2005  | Changchun            | Saut       | Sen Qui                                              | Steve Omischl                                        | Alexei Grishin                                       |
| 18 février 2005  | Sauze d'Oulx         | Bosses     | Jeremy Bloom                                         | Travis Mayer                                         | Mikko Ronkainen                                      |
| 19 février 2005  | Sauze d'Oulx         | Saut       | Steve Omischl                                        | Kyle Nissen                                          | Stanislav Kravchuk                                   |
| 26 février 2005  | Voss                 | Bosses     | Mikko Ronkainen                                      | Jeremy Bloom                                         | Fredrik Fortkord (pl)                                |
| 5 mars 2005      | Špindlerův Mlýn      | Saut       | Dmitri Dashchinsky                                   | Han Xiaopeng                                         | Kyle Nissen                                          |
| 5 mars 2005      | Laax                 | Ski cross  | Épreuves annulées. Le ski cross est repris par Laax. | Épreuves annulées. Le ski cross est repris par Laax. | Épreuves annulées. Le ski cross est repris par Laax. |
| 6 mars 2005      | Laax                 | Half-pipe  | Épreuves annulées. Le ski cross est repris par Laax. | Épreuves annulées. Le ski cross est repris par Laax. | Épreuves annulées. Le ski cross est repris par Laax. |
| 5 mars 2005      | Grindelwald          | Ski cross, | Christian Crétier                                    | Stanley Hayer                                        | Jesper Brugge (de)                                   |
| 11 mars 2005     | Madonna di Campiglio | Saut       | Enver Ablaev (en)                                    | Jeret Peterson                                       | Vladimir Lebedev                                     |

### Femmes
| Date             | Lieu                 | Épreuve    | Vainqueur                                            | Second                                               | Troisième                                            |
| ---------------- | -------------------- | ---------- | ---------------------------------------------------- | ---------------------------------------------------- | ---------------------------------------------------- |
| 4 septembre 2004 | Mont Buller          | Saut       | Lydia Ierodiaconou                                   | Jacqui Cooper                                        | Anna Zukal (pl)                                      |
| 5 septembre 2004 | Mont Buller          | Saut       | Lydia Ierodiaconou                                   | Deidra Dionne                                        | Li Nina                                              |
| 25 octobre 2004  | Saas-Fee             | Ski cross  | Ophélie David                                        | Ashleigh McIvor                                      | Virginie Costerg (pl)                                |
| 26 octobre 2004  | Saas-Fee             | Half-pipe  | Épreuve annulée.                                     | Épreuve annulée.                                     | Épreuve annulée.                                     |
| 16 décembre 2004 | Tignes               | Bosses     | Jennifer Heil                                        | Kari Traa                                            | Sara Kjellin (sv)                                    |
| 7 janvier 2005   | Les Contamines       | Ski cross  | Ophélie David                                        | Karin Huttary                                        | Franziska Steffen                                    |
| 8 janvier 2005   | Les Contamines       | Half-pipe  | Épreuve annulée.                                     | Épreuve annulée.                                     | Épreuve annulée.                                     |
| 8 janvier 2005   | Mont Tremblant       | Bosses     | Nikola Sudová                                        | Margarita Marbler                                    | Hannah Kearney                                       |
| 9 janvier 2005   | Mont Tremblant       | Saut       | Lydia Ierodiaconou                                   | Li Nina                                              | Deidra Dionne                                        |
| 14 janvier 2005  | Lake Placid          | Saut       | Li Nina                                              | Lydia Ierodiaconou                                   | Cheng Shuang                                         |
| 15 janvier 2005  | Lake Placid          | Bosses     | Jennifer Heil                                        | Nikola Sudová                                        | Michelle Roark                                       |
| 16 janvier 2005  | Lake Placid          | Saut       | Li Nina                                              | Lydia Ierodiaconou                                   | Ala Tsuper                                           |
| 15 janvier 2005  | Pozza di Fassa       | Ski cross  | Magdalena Iljans                                     | Ophélie David                                        | Angela Senftinger (pl)                               |
| 21 janvier 2005  | Kreischberg          | Ski cross  | Karin Huttary                                        | Franziska Steffen                                    | Alexandra Grauvogl                                   |
| 21 janvier 2005  | Fernie               | Saut       | Cheng Shuang                                         | Li Nina                                              | Veronika Bauer                                       |
| 22 janvier 2005  | Fernie               | Bosses     | Kari Traa                                            | Jennifer Heil                                        | Jillian Vogtli (en)                                  |
| 27 janvier 2005  | Deer Valley          | Bosses     | Michelle Roark                                       | Margarita Marbler                                    | Hannah Kearney                                       |
| 28 janvier 2005  | Deer Valley          | Saut       | Li Nina                                              | Veronika Bauer                                       | Lydia Ierodiaconou                                   |
| 29 janvier 2005  | Deer Valley          | Bosses     | Jennifer Heil                                        | Hannah Kearney                                       | Nikola Sudová                                        |
| 5 février 2005   | Shenyang             | Saut       | Guo Xinxin                                           | Li Nina                                              | Lydia Ierodiaconou                                   |
| 5 février 2005   | Inawashiro           | Bosses     | Jillian Vogtli (en)                                  | Margarita Marbler                                    | Hannah Kearney                                       |
| 6 février 2005   | Inawashiro           | Bosses     | Jennifer Heil                                        | Tae Satoya                                           | Kari Traa                                            |
| 10 février 2005  | Mont Naeba           | Ski cross  | Karin Huttary                                        | Franziska Steffen                                    | Ophélie David                                        |
| 11 février 2005  | Mont Naeba           | Bosses     | Jennifer Heil                                        | Kari Traa                                            | Jillian Vogtli (en)                                  |
| 12 février 2005  | Changchun            | Saut       | Li Nina                                              | Evelyne Leu                                          | Deidra Dionne                                        |
| 18 février 2005  | Sauze d'Oulx         | Bosses     | Kari Traa                                            | Stéphanie St-Pierre                                  | Nikola Sudová                                        |
| 19 février 2005  | Sauze d'Oulx         | Saut       | Evelyne Leu                                          | Li Nina                                              | Guo Xinxin                                           |
| 26 février 2005  | Voss                 | Bosses     | Aiko Uemura                                          | Margarita Marbler                                    | Nikola Sudová                                        |
| 5 mars 2005      | Špindlerův Mlýn      | Saut       | Li Nina                                              | Evelyne Leu                                          | Anna Zukal (pl)                                      |
| 5 mars 2005      | Laax                 | Ski cross  | Épreuves annulées. Le ski cross est repris par Laax. | Épreuves annulées. Le ski cross est repris par Laax. | Épreuves annulées. Le ski cross est repris par Laax. |
| 6 mars 2005      | Laax                 | Half-pipe  | Épreuves annulées. Le ski cross est repris par Laax. | Épreuves annulées. Le ski cross est repris par Laax. | Épreuves annulées. Le ski cross est repris par Laax. |
| 5 mars 2005      | Grindelwald          | Ski cross, | Katharina Gutensohn                                  | Karin Huttary                                        | Magdalena Iljans                                     |
| 11 mars 2005     | Madonna di Campiglio | Saut       | Li Nina                                              | Anna Zukal (pl)                                      | Assoli Slivets                                       |

### Résultats officiels
1. 1 2  (en) « Mt. Buller (AUS) World Cup - Women's aerials », sur fis-ski.com (consulté le 18 mars 2021)
2. ↑  (en) « Mt. Buller (AUS) World Cup - Men's aerials », sur fis-ski.com (consulté le 17 mars 2021)
3. ↑  (en) « Mt. Buller (AUS) World Cup - Men's aerials », sur fis-ski.com (consulté le 17 mars 2021)
4. ↑  (en) « Saas-Fee (SUI) World Cup - Men's ski cross », sur fis-ski.com (consulté le 17 mars 2021)
5. ↑  (en) « Tignes (FRA) World Cup - Men's moguls », sur fis-ski.com (consulté le 17 mars 2021)
6. ↑  (en) « Les Contamines (FRA) World Cup - Men's ski cross », sur fis-ski.com (consulté le 17 mars 2021)
7. ↑  (en) « Mont Tremblant (CAN) World Cup - Men's Moguls », sur fis-ski.com (consulté le 17 mars 2021)
8. ↑  (en) « Mont Tremblant (CAN) World Cup - Men's aerials », sur fis-ski.com (consulté le 17 mars 2021)
9. ↑  (en) « Lake Placid, NY (USA) World Cup - Men's aerials », sur fis-ski.com (consulté le 17 mars 2021)
10. ↑  (en) « Lake Placid, NY (USA) World Cup - Men's moguls », sur fis-ski.com (consulté le 17 mars 2021)
11. ↑  (en) « Lake Placid, NY (USA) World Cup - Men's aerials », sur fis-ski.com (consulté le 17 mars 2021)
12. ↑  (en) « Pozza di Fassa (ITA) World Cup - Men's ski cross », sur fis-ski.com (consulté le 17 mars 2021)
13. ↑  (en) « Kreischberg (AUT) World Cup - Men's ski cross », sur fis-ski.com (consulté le 17 mars 2021)
14. ↑  (en) « Fernie (CAN) World Cup - Men's aerials », sur fis-ski.com (consulté le 17 mars 2021)
15. ↑  (en) « Fernie (CAN) World Cup - Men's moguls », sur fis-ski.com (consulté le 17 mars 2021)
16. ↑  (en) « Deer Valley (USA) World Cup - Men's moguls », sur fis-ski.com (consulté le 17 mars 2021)
17. ↑  (en) « Deer Valley (USA) World Cup - Men's aerials », sur fis-ski.com (consulté le 17 mars 2021)
18. ↑  (en) « Deer Valley (USA) World Cup - Men's moguls », sur fis-ski.com (consulté le 17 mars 2021)
19. ↑  (en) « Shenyang (CHN) World Cup - Women's arials », sur fis-ski.com (consulté le 17 mars 2021)
20. ↑  (en) « Inawashiro (JPN) World Cup - Men's moguls », sur fis-ski.com (consulté le 17 mars 2021)
21. ↑  (en) « Inawashiro (JPN) World Cup - Men's dual moguls », sur fis-ski.com (consulté le 17 mars 2021)
22. ↑  (en) « Naeba (JPN) World Cup - Men's ski cross », sur fis-ski.com (consulté le 17 mars 2021)
23. ↑  (en) « Naeba (JPN) World Cup - Men's moguls », sur fis-ski.com (consulté le 17 mars 2021)
24. ↑  (en) « Changchun (CHN) World Cup - Men's aerials », sur fis-ski.com (consulté le 17 mars 2021)
25. ↑  (en) « Sauze d'Oulx-Jouvenceaux (ITA) World Cup - Men's moguls », sur fis-ski.com (consulté le 17 mars 2021)
26. ↑  (en) « Sauze d'Oulx-Jouvenceaux (ITA) World Cup - Men's aerials », sur fis-ski.com (consulté le 17 mars 2021)
27. ↑  (en) « Voss (NOR) World Cup - Men's moguls », sur fis-ski.com (consulté le 17 mars 2021)
28. ↑  (en) « Spindleruv Mlyn (CZE) World Cup - Men's aerials », sur fis-ski.com (consulté le 17 mars 2021)
29. ↑  (en) « Grindelwald (SUI) World Cup - Men's skicross », sur fis-ski.com (consulté le 17 mars 2021)
30. ↑  (en) « Madonna di Campiglio (ITA) World Cup - Men's aerials », sur fis-ski.com (consulté le 17 mars 2021)
31. ↑  (en) « Mt. Buller (AUS) World Cup - Women's aerials », sur fis-ski.com (consulté le 18 mars 2021)
32. ↑  (en) « Saas-Fee (SUI) World Cup - Women's ski cross », sur fis-ski.com (consulté le 18 mars 2021)
33. ↑  (en) « Tignes (FRA) World Cup - Women's moguls », sur fis-ski.com (consulté le 18 mars 2021)
34. ↑  (en) « Les Contamines (FRA) World Cup - Women's ski cross », sur fis-ski.com (consulté le 18 mars 2021)
35. ↑  (en) « Mont Tremblant (CAN) World Cup - Women's Moguls », sur fis-ski.com (consulté le 18 mars 2021)
36. ↑  (en) « Mont Tremblant (CAN) World Cup - Women's aerials », sur fis-ski.com (consulté le 18 mars 2021)
37. ↑  (en) « Lake Placid, NY (USA) World Cup - Women's aerials », sur fis-ski.com (consulté le 18 mars 2021)
38. ↑  (en) « Lake Placid, NY (USA) World Cup - Women's moguls », sur fis-ski.com (consulté le 18 mars 2021)
39. ↑  (en) « Lake Placid, NY (USA) World Cup - Women's aerials », sur fis-ski.com (consulté le 18 mars 2021)
40. ↑  (en) « Pozza di Fassa (ITA) World Cup - Women's ski cross », sur fis-ski.com (consulté le 18 mars 2021)
41. ↑  (en) « Kreischberg (AUT) World Cup - Women's ski cross », sur fis-ski.com (consulté le 18 mars 2021)
42. ↑  (en) « Fernie (CAN) World Cup - Women's aerials », sur fis-ski.com (consulté le 18 mars 2021)
43. ↑  (en) « Fernie (CAN) World Cup - Women's moguls », sur fis-ski.com (consulté le 18 mars 2021)
44. ↑  (en) « Deer Valley (USA) World Cup - Men's moguls », sur fis-ski.com (consulté le 18 mars 2021)
45. ↑  (en) « Deer Valley (USA) World Cup - Men's aerials », sur fis-ski.com (consulté le 18 mars 2021)
46. ↑  (en) « Deer Valley (USA) World Cup - Men's moguls », sur fis-ski.com (consulté le 18 mars 2021)
47. ↑  (en) « Shenyang (CHN) World Cup - Women's arials », sur fis-ski.com (consulté le 18 mars 2021)
48. ↑  (en) « Inawashiro (JPN) World Cup - Women's moguls », sur fis-ski.com (consulté le 18 mars 2021)
49. ↑  (en) « Inawashiro (JPN) World Cup - Women's dual moguls », sur fis-ski.com (consulté le 18 mars 2021)
50. ↑  (en) « Naeba (JPN) World Cup - Women's ski cross », sur fis-ski.com (consulté le 18 mars 2021)
51. ↑  (en) « Naeba (JPN) World Cup - Women's moguls », sur fis-ski.com (consulté le 18 mars 2021)
52. ↑  (en) « Changchun (CHN) World Cup - Women's aerials », sur fis-ski.com (consulté le 18 mars 2021)
53. ↑  (en) « Sauze d'Oulx-Jouvenceaux (ITA) World Cup - Women's moguls », sur fis-ski.com (consulté le 18 mars 2021)
54. ↑  (en) « Sauze d'Oulx-Jouvenceaux (ITA) World Cup - Women's aerials », sur fis-ski.com (consulté le 18 mars 2021)
55. ↑  (en) « Voss (NOR) World Cup - Women's moguls », sur fis-ski.com (consulté le 18 mars 2021)
56. ↑  (en) « Spindleruv Mlyn (CZE) World Cup - Women's aerials », sur fis-ski.com (consulté le 18 mars 2021)
57. ↑  (en) « Grindelwald (SUI) World Cup - Women's skicross », sur fis-ski.com (consulté le 18 mars 2021)
58. ↑  (en) « Madonna di Campiglio (ITA) World Cup - Women's aerials », sur fis-ski.com (consulté le 18 mars 2021)